# Mantorville
Mantorville är administrativ huvudort i Dodge County i Minnesota. Enligt 2010 års folkräkning hade Mantorville 1 197 invånare. Orten grundades år 1854 och fick sitt namn efter grundaren Peter Mantor.